# Tibiodrepanus simplex
Tibiodrepanus simplex är en skalbaggsart som beskrevs av Kabakov 2006. Tibiodrepanus simplex ingår i släktet Tibiodrepanus och familjen bladhorningar. Inga underarter finns listade i Catalogue of Life.